# Râul Valea Sărată, Arieș
Valea Sărată, sau Pârâul Sărat Mare (în maghiară Sospatak) este un afluent de stânga al râului Arieș. Cursul său mijlociu și inferior este numit Pârâul Sfântu Ion (în maghiară Szent János-Patak).

## Descriere
Valea se varsă în Arieș la nord de cartierul Poiana din Turda. Izvorăște în preajma lacului nr.2 (lacul Durgău) din zona lacurilor de la Durgău colectează apele sărate ale părâiașelor de pe cei doi versanți ai masivului de sare, îndreptându-se inițial în direcție nord-est, apoi (după ce confluează cu un mic afluent de stânga ce curgea odinioară pe lângă fostul sat Kölyköd) își schimbă brusc direcția, curgând pe traseul său mijlociu și inferior spre sud-est, până la vărsarea în Arieș. 
După Balázs Orbán pe platoul din partea dreaptă a văii a existat (până la distrugere prin năvala tătară din 1285) o așezare a curtenilor regali cu numele Udvarnoktelek (Moșia Curteanului), precum și o biserică romanică cu hramul Sf.Ioan (Szent János), ale căror urme vagi se mai puteau observa în teren în secolul al XIX-lea.
Între izvor și vărsarea în Arieș valea are o lungime totală de cca 7 km. Apa văii este sărată. Înainte de vărsare, valea străbate cartierul (fostul cătun) Sfântu Ion (Sân Ion), care a preluat vechiul nume medieval al bisericii așezării.

## Distrugerea unui sit arheologic
În anul 2008 proprietarul unei balastiere de pe cursul mijlociu al Văii Sărate a distrus din neglijență un  sit arheologic roman și medieval (necunoscut până atunci), în cursul lucrărilor de excavare cu buldozerul a unei suprafețe de 400 mp, pe o adâncime de 6-7 m. Probabil este vorba de urmele fostului sat al curtenilor regali Udvarnoktelek. În imediata apropiere a terenului ilegal excavat, ridicările topografice aeriene au relevat existența unei villa rustica romana și a unui drum roman.

## Galerie de imagini

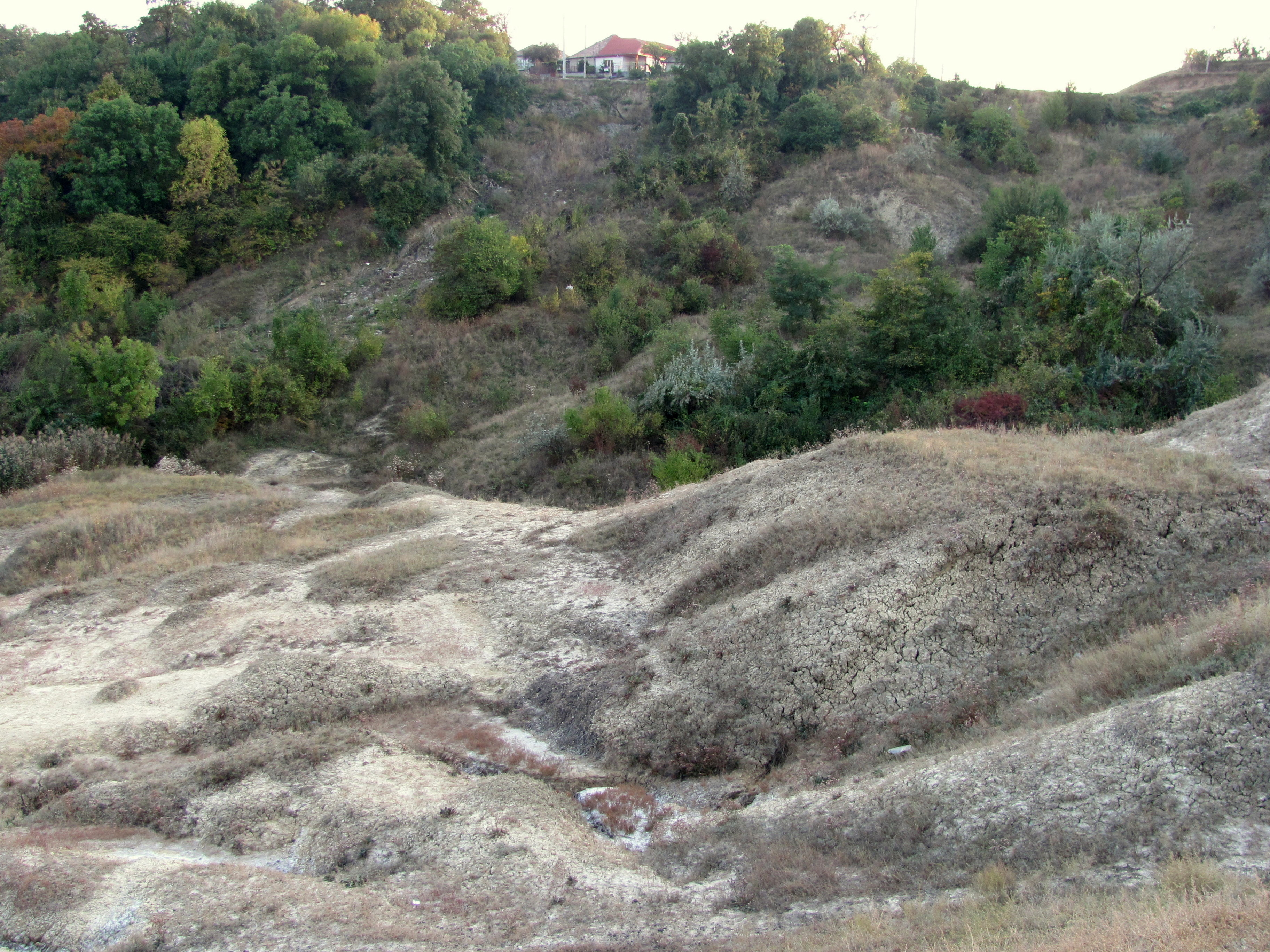
Zona fostului lac Carolina
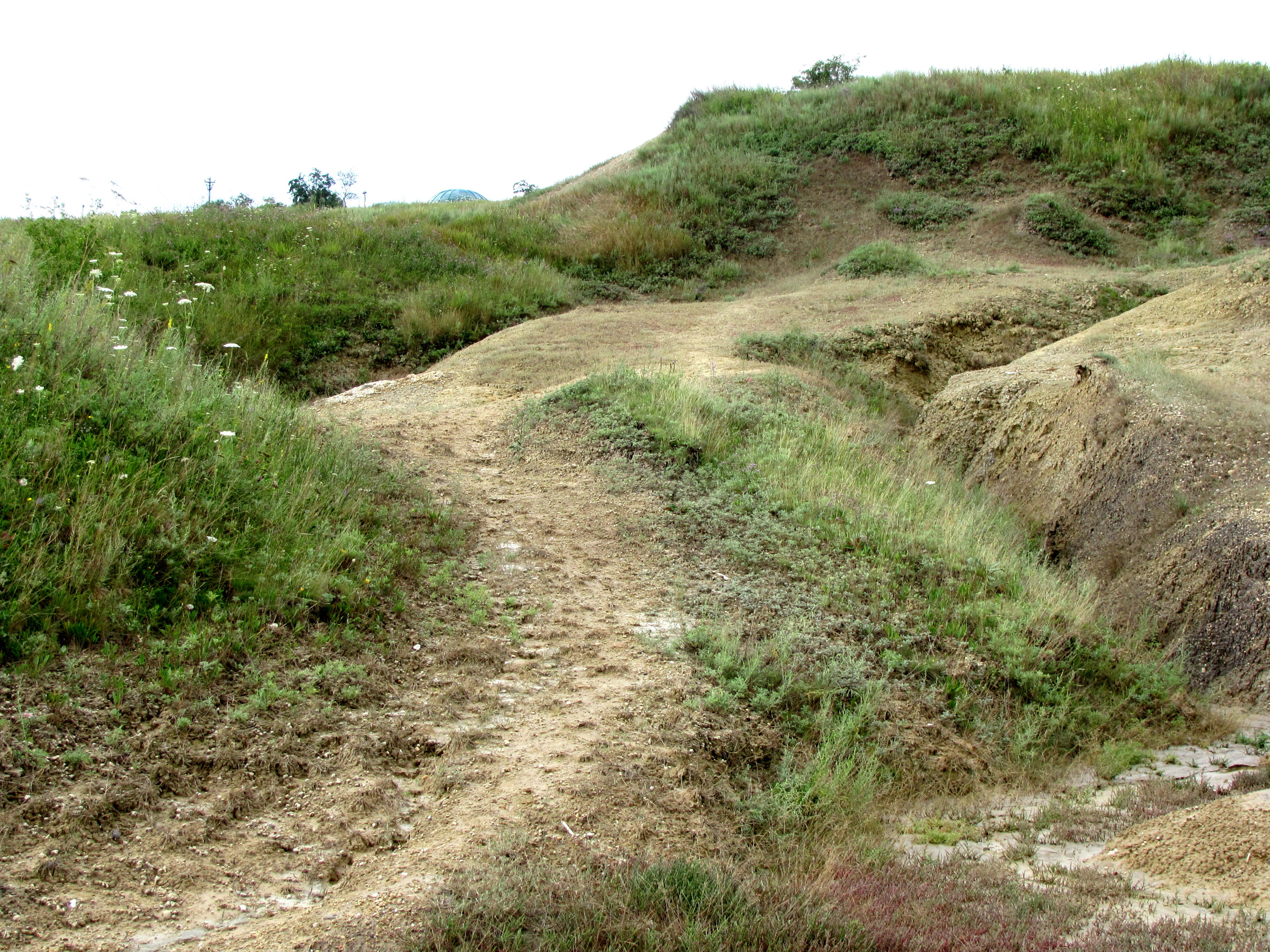
Dealuri pe partea puțurilor
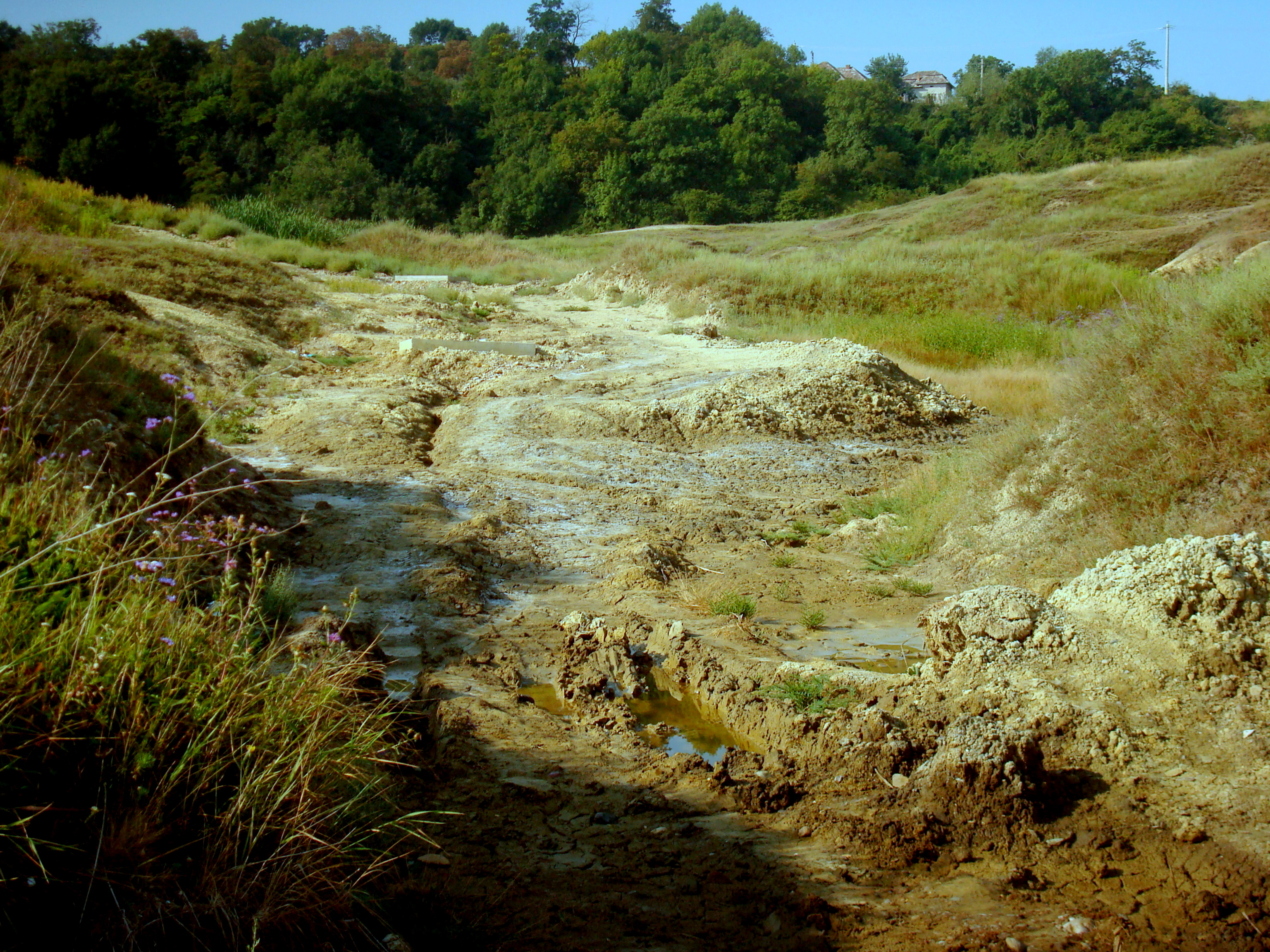
Zona actualei canalizări
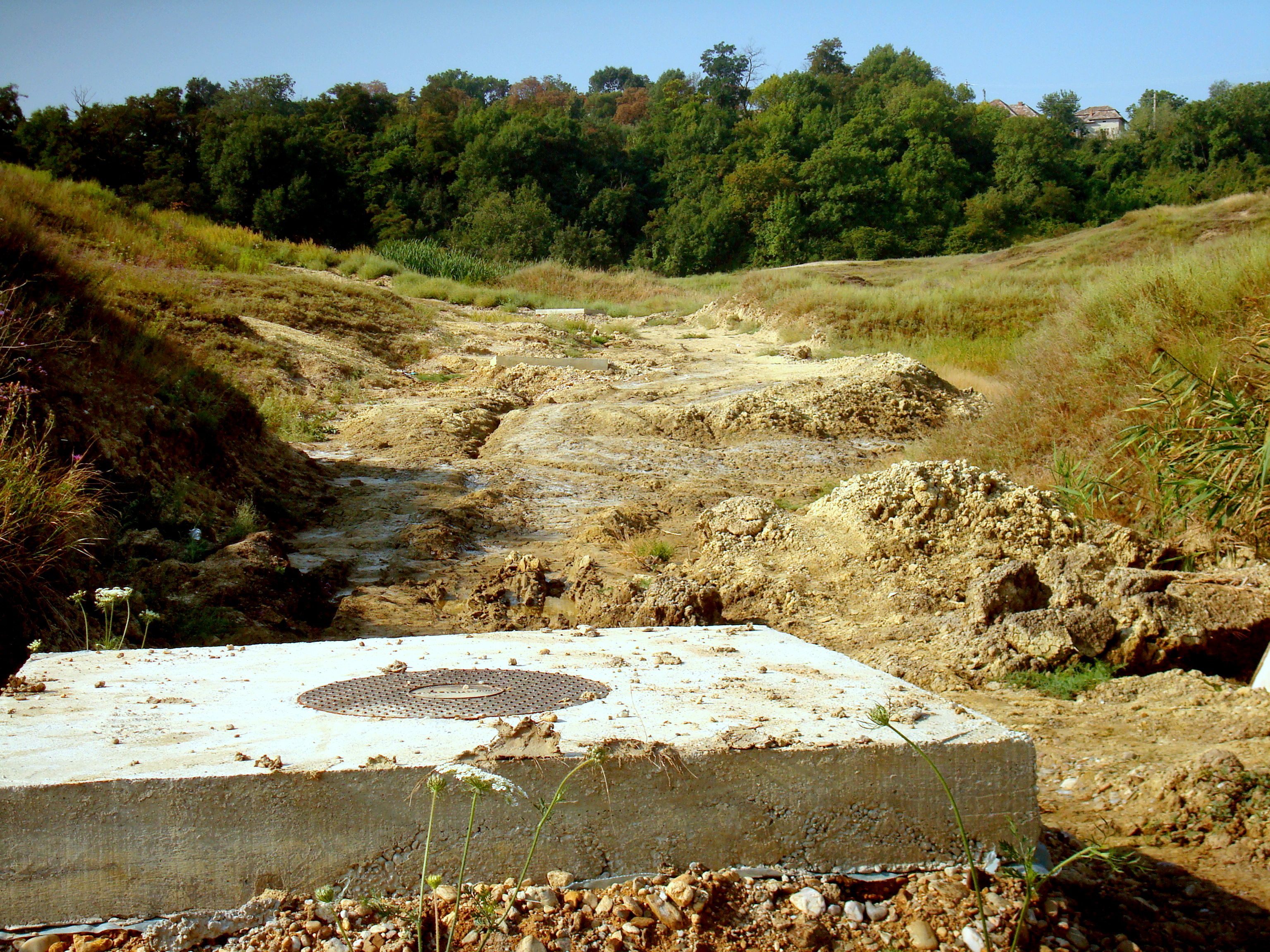
Zona actualei canalizări
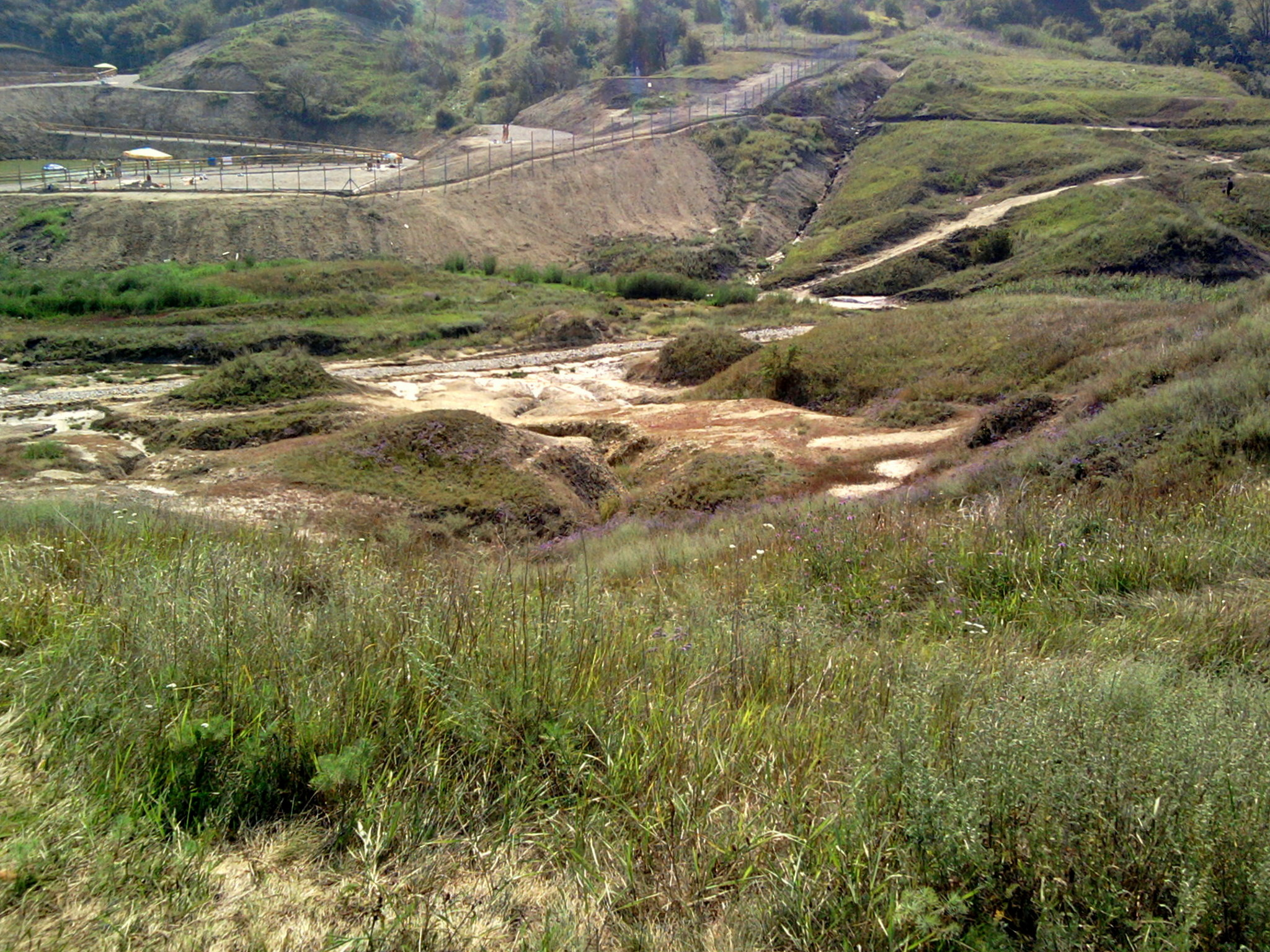
Zona lacului 3
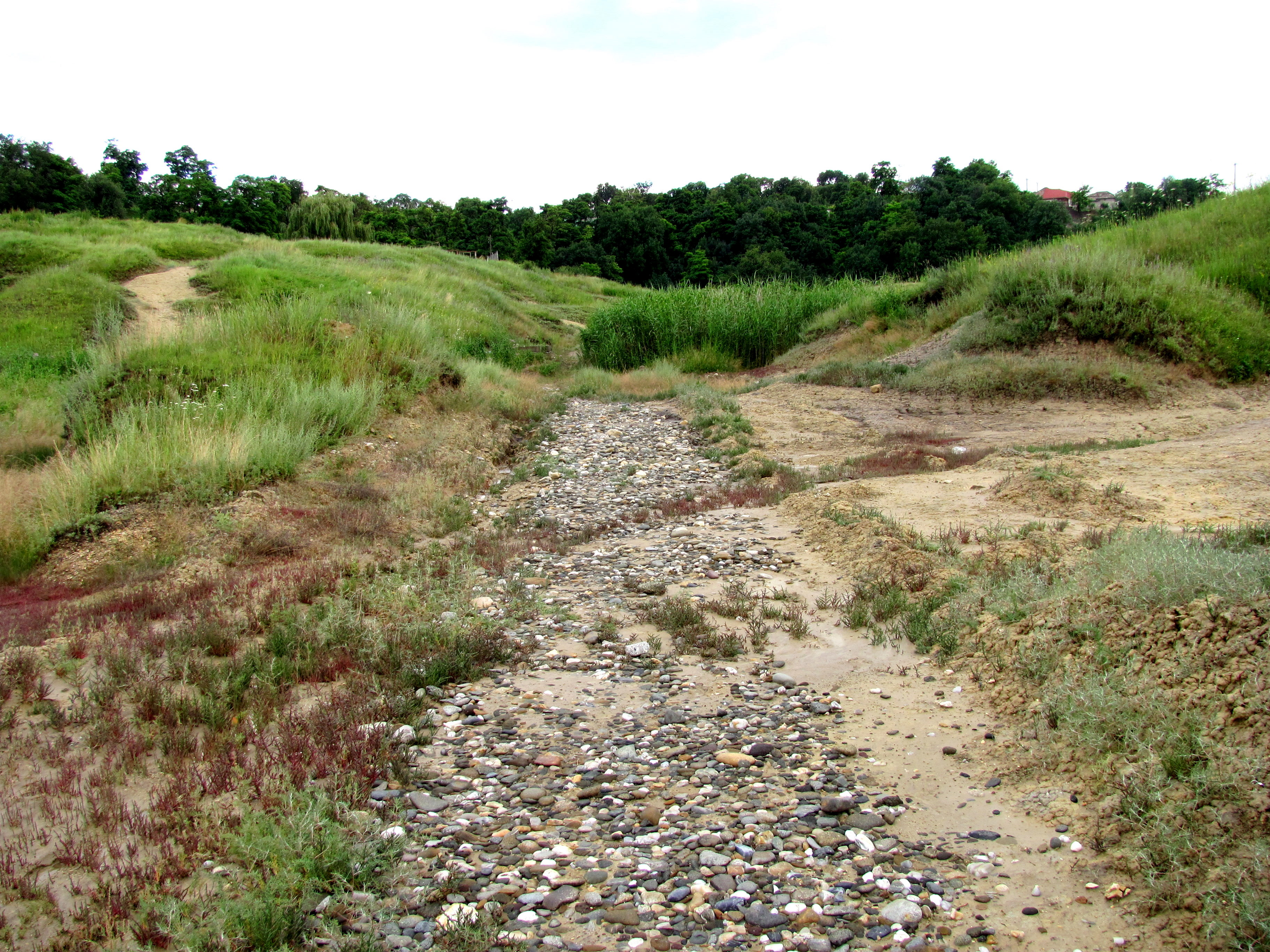
Zona lacului 3
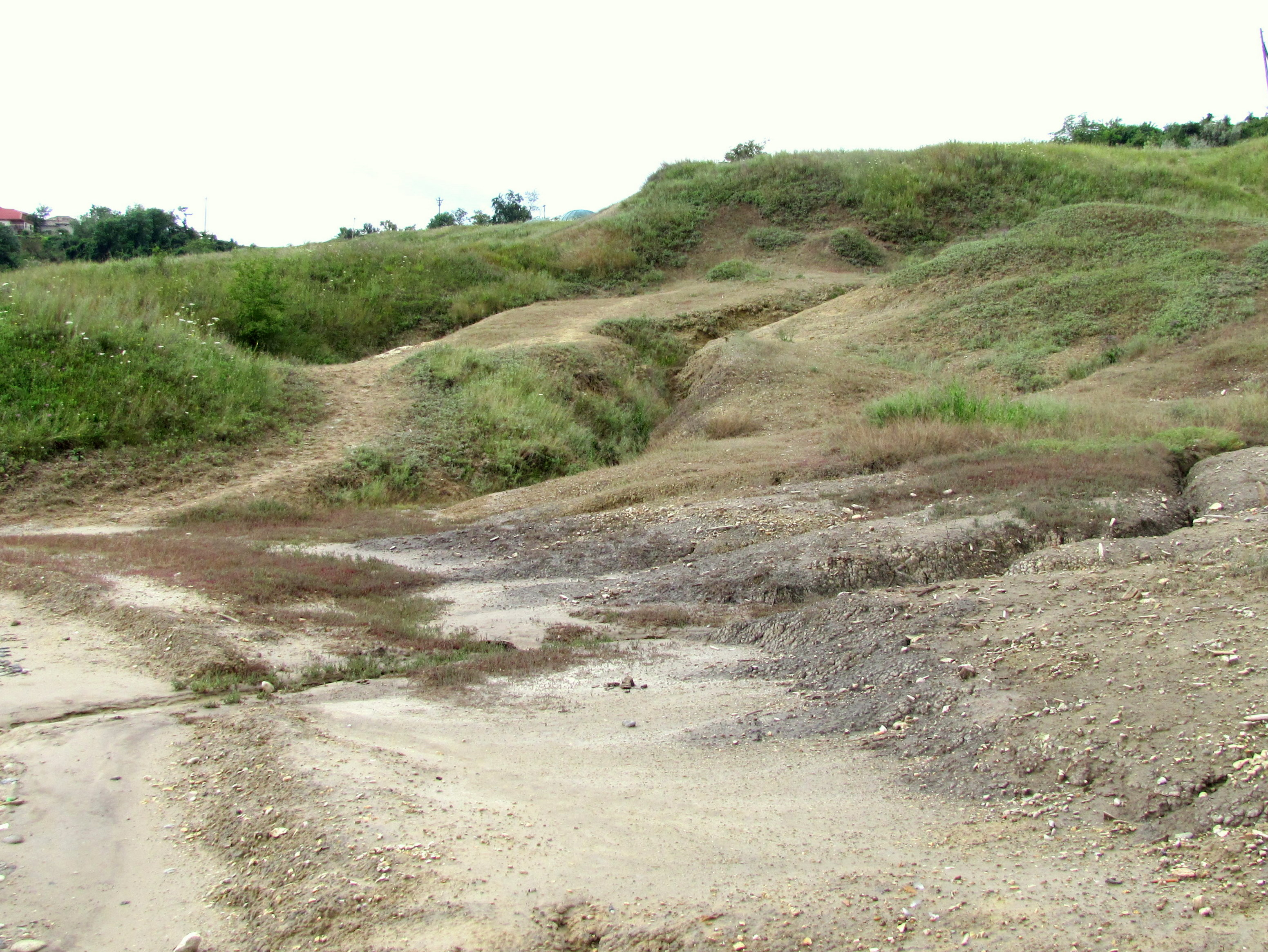
Zona lacului 3
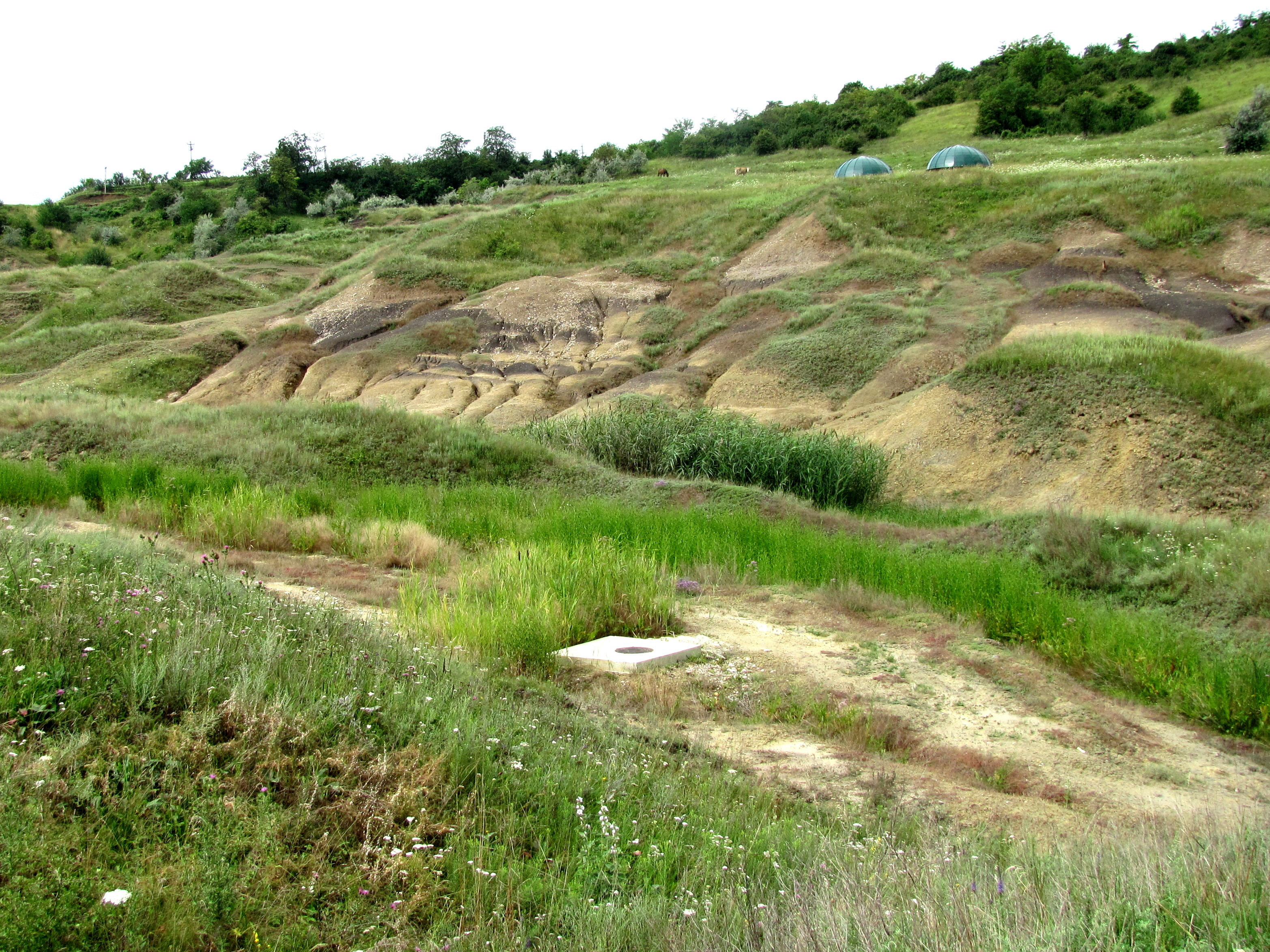
Zona lacului 3
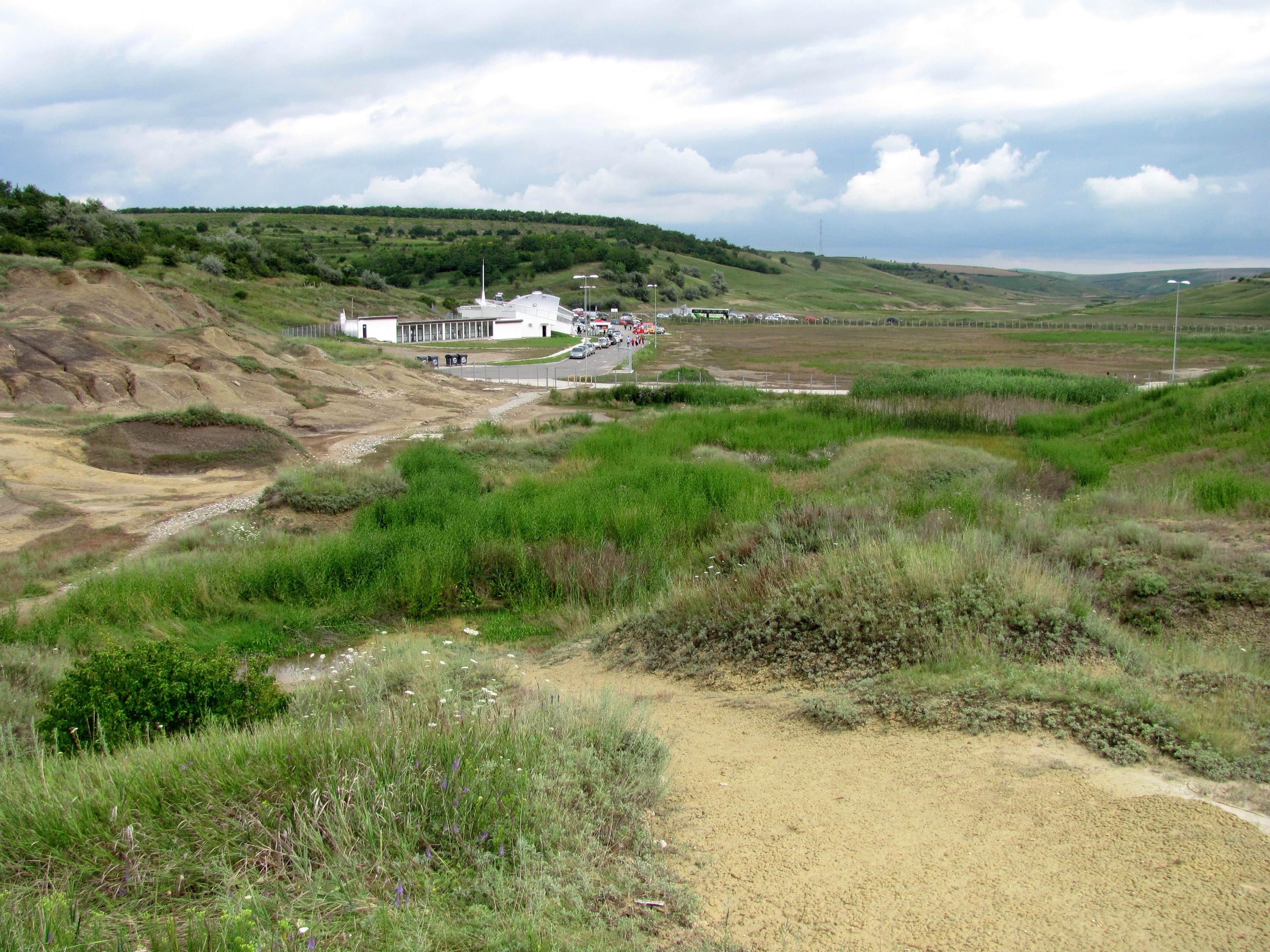
Zona lacului 3
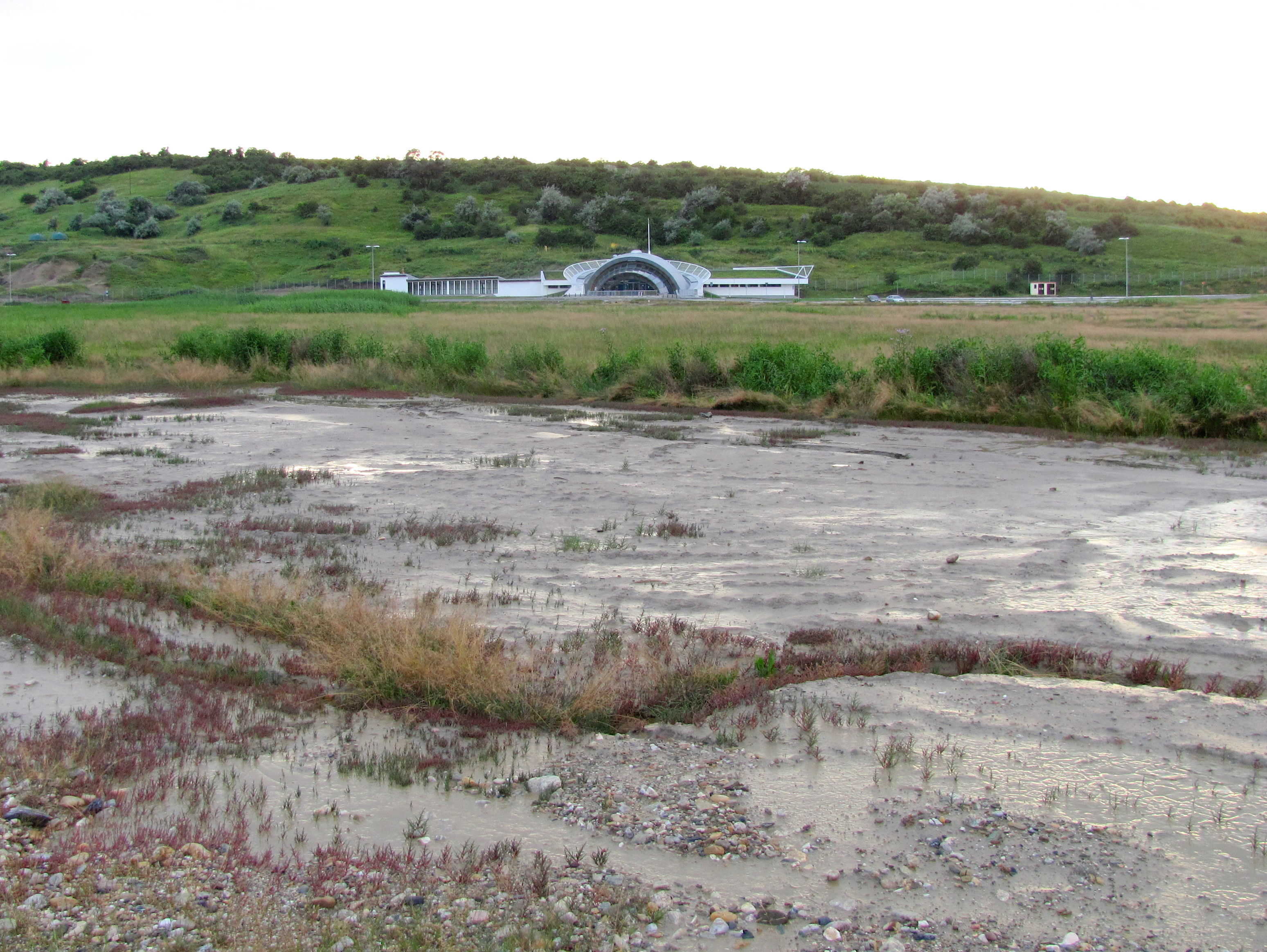
Zona între lacurile 4 si 5 și intrarea în salină
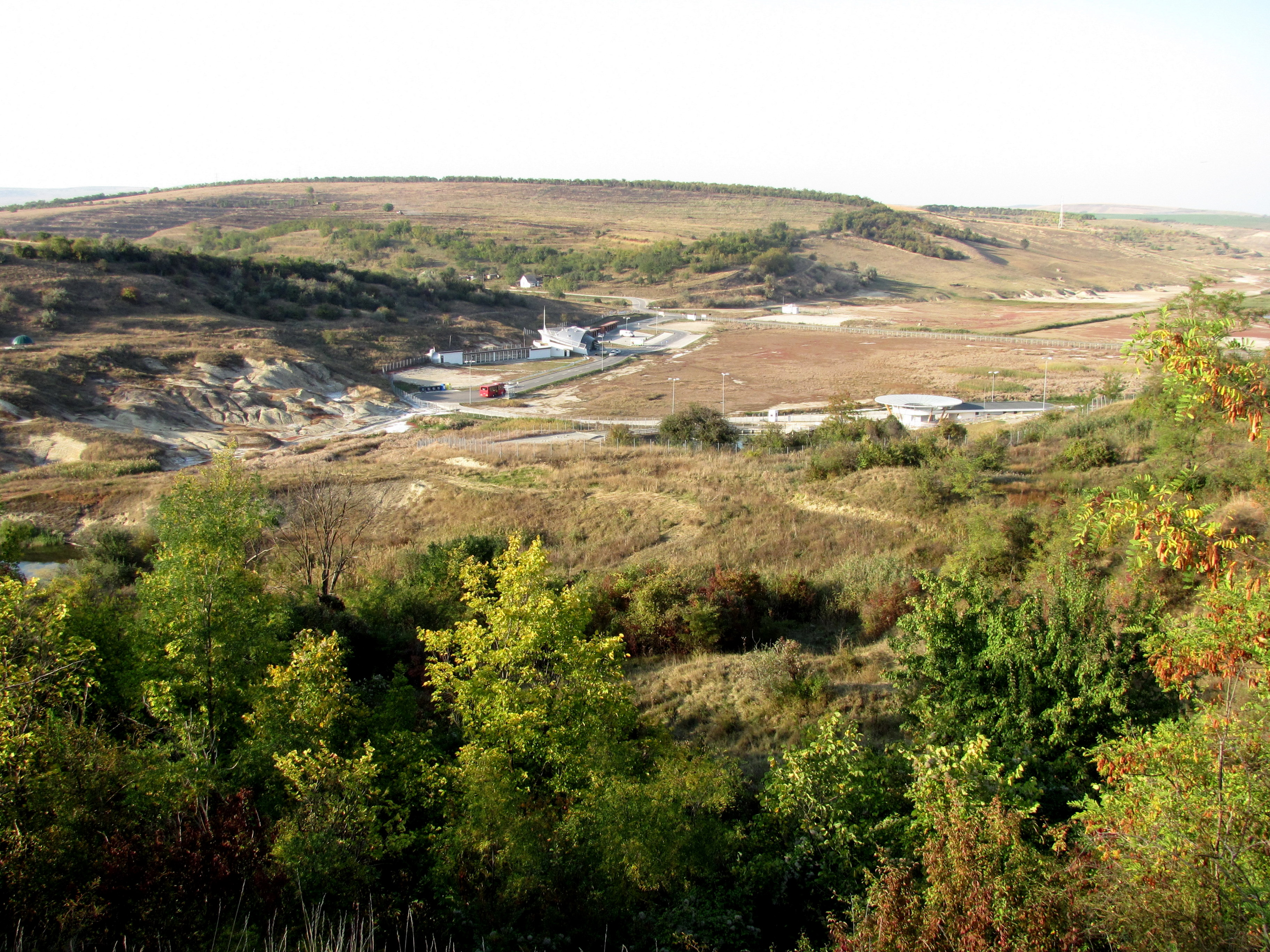
Vedere spre puțul minei Cojocneana
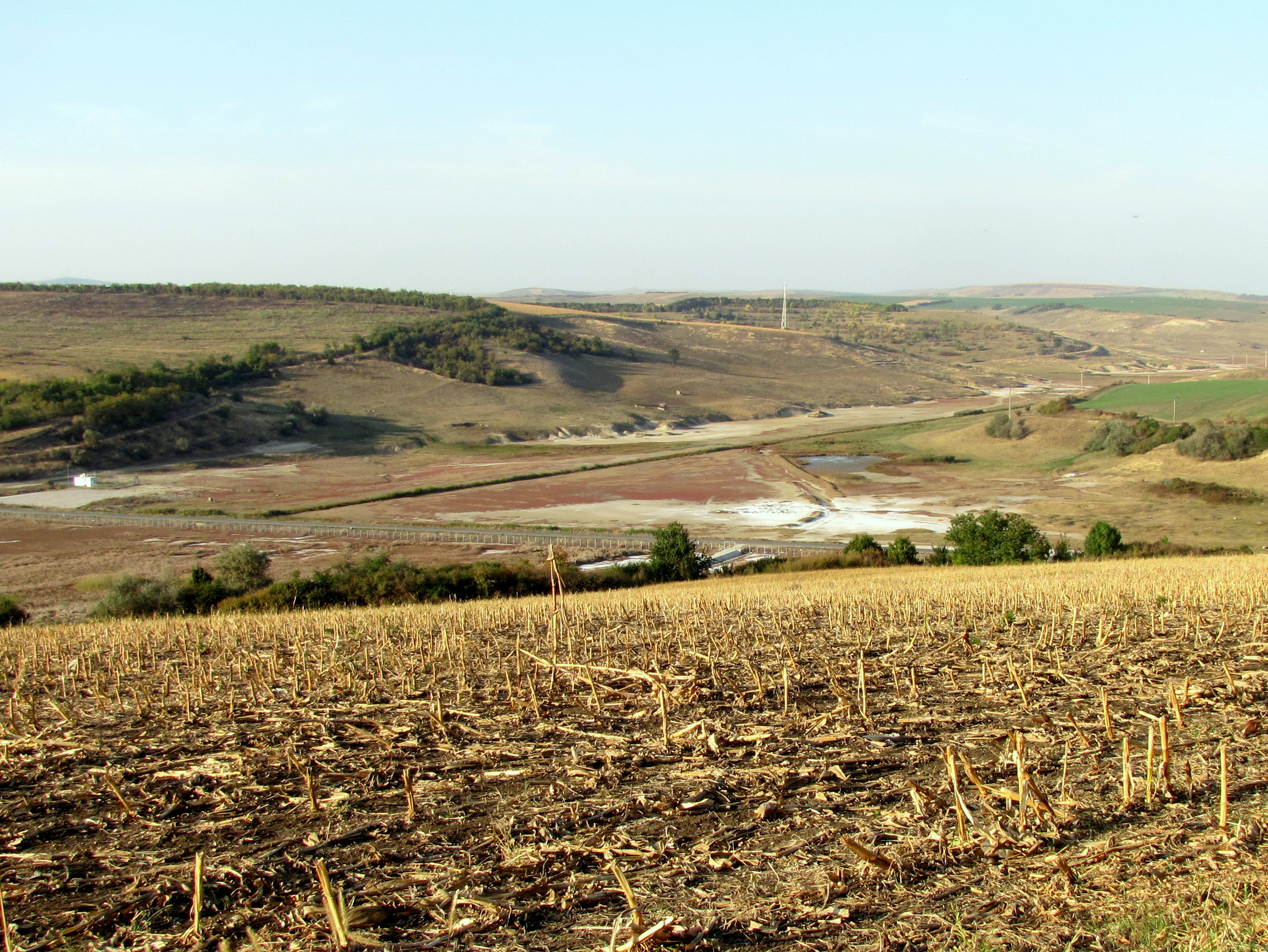
Vedere spre puțul minei Cojocneana